# Ophiomyia kaputarensis
Ophiomyia kaputarensis este o specie de muște din genul Ophiomyia, familia Agromyzidae, descrisă de Spencer în anul 1977. Conform Catalogue of Life specia Ophiomyia kaputarensis nu are subspecii cunoscute.